# 사카이 요지
사카이 요지(일본어: 堺 陽二, 1977년 12월 13일 ~ )는 일본의 전 축구 선수이자 현 축구 지도자로 현역 시절 더스파 구사쓰에서 공격수로 활동했으며 현재 도치기 시티의 감독직을 맡고 있다.

## 구단 경력
2000년 더스파 구사쓰에 입단했다. 2004년 일본 풋볼 리그 3위를 기록하여 J2리그로 승격했다. 2006년까지 46경기에 출전하여, 23득점을 넣었다. 2006년후 현역 은퇴.